# Karl Wiedergott
Karl Wiedergott Karl Aloysious Treaton (Berlino, 8 febbraio 1969) è un attore e doppiatore tedesco naturalizzato statunitense.

## Biografia
Fece il suo debutto televisivo da adolescente con Cuori senza età, a cui sono seguite numerose serie televisive, tra cui, ABC Afterschool Specials,Steven 7 anni: rapito e Colombo. La sua fama è legata soprattutto all'attività di doppiatore nella serie d'animazione I Simpson, in cui ha prestato la voce a oltre una dozzina di personaggi in oltre duecentocinquanta episodi tra il 1998 e il 2010. Nello show, Wiedergott ha doppiato numerosi personaggi minori e ricorrenti, specializzandosi nel prestare la voce alle versioni animate di celebrità, tra cui John Travolta, Bill Clinton e Jimmy Carter. Nell'episodio Homer il Max-imo ha doppiato brevemente il personaggio principale di Ned Flanders. L'attore è attivo anche in campo teatrale e cinematografico.

## Filmografia parziale

### Cinema
- 18 Again!, regia di Paul Flaherty (1988)
- La colazione dei campioni (Breakfast of Champions), regia di Alan Rudolph (1999)

### Televisione
- Cuori senza età - serie TV, 2 episodi (1985-1988)
- ABC Afterschool Specials - serie TV, 1 episodio (1986)
- CBS Summer Playhouse - serie TV, 1 episodio (1988)
- Steven, 7 anni: rapito - serie TV, 2 episodi (1989)
- 21 Jump Street - serie TV, 1 episodio (1990)
- Colombo - serie TV, 1 episodio (1990)
- Wings - serie TV, 1 episodio (1993)
- La legge di Burke  - serie TV, 1 episodio (1994)
- Star Trek: Voyager – serie TV, episodio 3x10 (1996)
- I pirati di Silicon Valley - film TV (1999)
- E.R. - Medici in prima linea - serie TV, 1 episodio (2000)
- Giudice Amy - serie TV, 1 episodio (2001)
- Star Trek: Enterprise - serie TV, 1 episodio (2002)
- Roswell - serie TV, 1 episodio (2002)
- NYPD - New York Police Department - serie TV, 1 episodio (2002)
- Crossing Jordan - serie TV, 1 episodio (2004)

### Doppiaggio
- I Simpson - serie TV, 253 episodi (1998-2010)
- I Simpson - Il film (The Simpsons Movie), regia di David Silverman (2007)